# پل هرملین
پل هرملین (به فرانسوی: Paul Hermelin) (زاده ۳۰ آوریل ۱۹۵۲) کارآفرین و مدیر ارشد اجرایی فرانسوی است، که در حال حاضر به‌عنوان مدیر عامل اجرایی شرکت کاپژمینای فعالیت می‌نماید.